# جواب (فیلم ۱۹۹۵)
«جواب» (انگلیسی: Jawab) فیلمی هندی است که در سال ۱۹۹۵ منتشر شد. از بازیگران آن می‌توان به راج کومار و کاریسما کاپور اشاره کرد.